# Phygadeuon pisinnus
Phygadeuon pisinnus är en stekelart som beskrevs av Walkley 1958. Phygadeuon pisinnus ingår i släktet Phygadeuon och familjen brokparasitsteklar. Inga underarter finns listade i Catalogue of Life.